# Narodni arheološki muzej, Atene
Narodni arheološki muzej (grško Εθνικό Αρχαιολογικό Μουσείο) v Atenah je zbirka nekaterih najpomembnejših artefaktov z različnih arheoloških nahajališč po Grčiji od prazgodovine do pozne antike. Je eden največjih muzejev na svetu z najbogatejšo zbirko artefaktov iz grške antike na svetu.  Je na območju Eksarheje v središču Aten med ulicami Epir, Bubulinos in Tositsas, vhod pa je z ulice Patision, ki meji na zgodovinsko zgradbo Atenske politehnične univerze.

## Zgodovina
Prvi narodni arheološki muzej v Grčiji je ustanovil premier Grčije Ioanis Kapodistrias v Ajgini leta 1829. Do leta 1858, ko je bil napovedan mednarodni arhitekturni natečaj za kraj in arhitekturno zasnovo novega muzeja, se je arheološka zbirka selila na številne razstavne kraje. 
Današnji kraj je bil izbran in gradnja stavbe muzeja se je začela leta 1866. S pomočjo sredstev grške vlade, grškega arheološkega društva in družbe iz Miken je bila končana leta 1889. Večji dobrotniki so bili Eleni Tositsa, ki je podarila zemljišče za gradnjo muzeja, ter Demetrios in Nikolaos Vernardakis iz Sankt Peterburga.
Sprva se je muzej imenoval Osrednji muzej. Današnje ime je dobil leta 1881, ko je bil predsednik vlade Grčije Harilaos Trikupis. Leta 1887 je postal kustos muzeja znan arheolog Valerios Stais .
Med drugo svetovno vojno je bil muzej zaprt in starine so bile zaprte v posebnih zaščitnih škatlah in zakopane, da bi preprečili njihovo uničenje in plenjenje. Leta 1945 so bili eksponati ponovno prikazani pod vodstvom Hristosa Karuzosa. V južnem krilu muzeja domuje epigrafski muzej z najbogatejšo zbirko napisov na svetu. Muzej z bogato zbirko napisov se je razširil med letoma 1953 in 1960 z arhitekturnim oblikovanjem Patroklosa Karantinosa. 

## Zgradba
Muzej ima mogočno neoklasično podobo, ki je bila v tistem času zelo priljubljena v Evropi in je usklajena s klasičnim slogom artefaktov, ki so v njem. Prvotni načrt je zasnoval arhitekt Ludwig Lange, ki so ga pozneje spremenili Panagis Kalkos, ki je bil glavni arhitekt, ter Armodios Vlachos in Ernst Ziller. Na prednjem delu muzeja je velik neoklasičen park s kipi.

## Razvoj in obnova
Stavba je doživela številne širitve. Najpomembnejši sta bili gradnja novega vzhodnega krila v začetku 20. stoletja, ki temelji na načrtih Anastasiosa Metaksasa, in gradnja enonadstropne stavbe, ki jo je oblikoval George Nomikos med letoma 1932 in 1939. To je bilo potrebno zaradi prilagoditve hitro rastoči zbirki artefaktov. Najnovejša prenova muzeja je trajala več kot 1,5 leta, v tem času je bil muzej zaprt. Ponovno so ga odprli julija 2004 med olimpijskimi igrami v Atenah. Obnova je vključevala estetsko in tehnično nadgradnjo stavbe, vgradnjo sodobnega klimatskega sistema, reorganizacijo zbirk muzeja in popravilo škode, ki jo je povzročil potres leta 1999. Sobo z minojskimi freskami so za javnost odprli leta 2005.  Maja 2008 je minister za kulturo Mihalis Liapis odprl težko pričakovano zbirko egiptovskih starin in zbirko Eleni in Antonisa Stathatosa.  Danes ponovno razmišljajo, da bo potrebna nadaljnja širitev muzeja na sosednja območja. Nov načrt je bil narejen za podzemno širitev na sprednji strani muzeja.

## Zbirke
Muzejske zbirke so v devetih oddelkih:[⁶]
- Prazgodovinska zbirka (neolitik, kikladska in mikenska doba)
- Zbirka kipov
- Vaze in zbirka manjših predmetov
- Najdbe s Santorinija
- Metalurgija
- Stathatosova zbirka
- Vlastosova zbirka
- Egipčanska umetniška zbirka
- Bližnjevzhodne starine

### Prazgodovinska zbirka
Prazgodovinska zbirka prikazuje predmete iz neolitske dobe (6800 do 3000 pr. n. št.), zgodnje in  srednje bronaste dobe (3000 do 2000 pr. n. št. in 2000 do 1700 pr. n. št.), vsi predmeti so razvrščeni kot kikladska in mikenska umetnost.

#### Neolitik, zgodnja in srednja bronasta doba
Keramične najdbe so z različnih pomembnih neolitskih krajev, kot sta Dimini in Sesklo, iz srednje heladske keramike iz Beocije, Atike in Ftiotide. Nekateri predmeti iz zbirke Heinricha Schliemanna v Troji so tudi na ogled.

#### Kikladska umetnost
Kikladska zbirka ima slavne marmorne figurice z egejskih otokov Delos in Keros, tudi Lutnjar. Te skrivnostne človeške predstavitve, ki spominjajo na sodobno umetnost, so navdihnile mnoge umetnike, kot je Henry Moore , so iz 3. tisočletja pr. n. št. s starih pokopališč na egejskih otokih skupaj z bronastim orodjem in posodjem.

#### Mikenska umetnost
Mikensko civilizacijo predstavljajo kamen, bron in keramične posode, figurice, slonovina, steklo in predmeti iz fajanse, zlati pečati in obroči iz obokanih grobnic v Mikenah in drugih krajev na Peloponezu (Tirint in Dendra v Argolidi, Pilos v Mesiniji in Vafio v Lakoniji). Velikega pomena sta dve zlati skodelici iz Vafia, ki kažeta prizor ob ujetju bika.

##### Najdbe Heinricha Schliemanna
Mikenska zbirka vključuje tudi čudovite najdbe Heinricha Schliemanna iz 19. stoletja v Mikenah s krožnega grobišča A in zgodnejšega krožnega grobišča B. Najopaznejše so zlate pogrebne maske na obrazih umrlih mikenskih plemičev. Med njimi je najbolj znana Agamemnonova maska, ki je bila tako imenovana po pomoti. So tudi najdbe z mikenske citadele, vključno z reliefno stelo, zlatimi posodami, steklom, alabastrom in jantarjem, orodjem in dragulji. Drugi predmeti so rezbarija iz slonove kosti dveh boginj z otrokom, poslikana apnenčasta glava boginje in slavna vaza z bojevniki iz 12. stoletja.

### Egipčanska umetnost
Egipčanska zbirka sega v zadnjih dvajset let 19. stoletja. Egiptovska vlada je leta 1893 podarila devet mumij iz dobe faraonov. Za egipčansko zbirko sta zaslužna dva donatorja, Ioanis Dimitrij (leta 1880) in Aleksander Rostović (leta 1904). Zbirka vsebuje več kot 6000 predmetov, od tega je 1100 na ogled javnosti. Je ena najboljših zbirk egiptovske umetnosti na svetu. Vsebuje redke kipe, orodje, dragulje, mumije, leseno krsto za mumijo, bronasti kip princese, nepoškodovana ptičja jajca in 3000 let staro štruco kruha z ugrizom večjega kosa. Središče razstave je bronasti kip princese, svečenice Takušit, iz okoli 670 pred našim štetjem. Je 70 cm visoka in nosi obleko, pokrito s hieroglifi, kip je bil najden na jugu Aleksandrije leta 1880. 

### Stathatosova zbirka
Stathatosova zbirka je imenovana po darovalcu in večjih grških dobrotnikih Antonisu in Eleni Stathatos. V zbirki je okoli 1000 predmetov, predvsem nakita, pa tudi kovinski predmeti, vaze in lončenina iz srednje bronaste dobe do pobizantinske dobe. Posebno noto dajejo predmeti iz helenističnega obdobja, zlati dragulji iz Karpenisija in Tesalije.

## Umetniki in artefakti
Nekateri od antičnih umetnikov, katerih delo je predstavljeno v muzeju, so: Miron, Skopas, Evtimid, Lidos, Agorakritus, Agazias, Pana, Poročni slikar, Meleager, Simon iz Kleone, Nesos, Damofon, Aison, Analat, Polignot, Hermonaks.
Zbirke vsebujejo kiparska dela: lutrofor, amfora, hidrija, skifos, krater, pelike, posode lekit, stele, freske, zlatnino, orožje, opremo, kovance, igrače in druge antične predmete.
Artefakti iz arheoloških izkopavanj so s: Santorinija, Miken, Tirinta, Dodona, Vafia, Ramnusa, Likosure, Egejskih otokov, Delosa, Afajinega templja v Egini, svetišča Artemide Ortije v [[Antična Šparti, Pilosa, Teb, Aten, jame Vari, razbitin ob otoku Antikitera in raznih drugih krajev Grčije.
Terakotni kipec daidala iz muzeja je navdihnil oblikovalce maskote olimpijskih iger v Atenah leta 2004, maskoti sta bila Atena in Fevos.

## Nove razstave
Dva najnovejša eksponata muzeja sta zlat pogrebni venec iz 4. stoletja pred našim štetjem in marmorni kip ženske iz 6. stoletja pred našim štetjem, ki sta bila vrnjena kot ukradena artefakta v Grčiji leta 2007. Vrnil ju je muzej Getty iz Kalifornije po 10 let trajajočem pravnem sporu med njim in grško vlado.  Eno leto prej so se s fundacijo  Los Angeles dogovorili, da vrnejo nagrobnik iz grških Teb iz 4. stoletja pred našim štetjem in zaobljubljen relief z otoka Tasos iz 6. stoletja pred našim štetjem. 

## Muzejske dragocenosti
| - Mehanizem z Antikitere - Nestorjev pokal - Agamemnonova maska - Dipilonov napis - Pozejdon z rta Artemizij - Evfranor Paris - Diadumen - Maratonski deček - Stela z Lemnosa - Kuros iz Anavizosa - Kuros iz Souniona - Knidska Afrodita - Plošče iz Pitse - Grobnica iz Aritakate - Zbirka kurosov in kor | - Daidala - Ninionska plošča - Tezejev prstan - Stenske freske iz Tirinta in Santorinija - Lutnjar s Kerosa - Kapitolska Venera - Afrodita in Pan z Delosa - Pozejdon z Milosa - Igralec na harfo s Kerosa - Riton v obliki bikove glave - Nereidov kip - Jezdec z rta Artemizij - Varvakejska Atena - Mikenska vaza z bojevniki |

## Arheološka knjižnica
Muzej ima 118 let staro knjižnico arheologije z redkimi knjigami in publikacijami o antični umetnosti, znanosti in filozofiji. Knjižnica ima skoraj 20.000 zvezkov, vključno z redkimi izdajami, ki segajo v 17. stoletje.  Bibliografija zajema arheologijo, zgodovino, umetnost, starodavne religije in starogrško filozofijo, pa tudi starogrško in latinsko literaturo. Zlasti pomembni so dnevniki različnih izkopavanj, vključno z dnevniki Heinricha Schliemanna. Zbirka arheoloških knjig je najbogatejša v Grčiji. Nedavno je bila obnovljena s sredstvi iz fundacije Alexandra S. Onassisa. Njena prenova je bila končana 26. maja 2008 in se imenuje po Alexandru Onassisu. 

## Muzejske dejavnosti
- restavratorski laboratoriji
- fotografski arhiv in kemijski laboratoriji
- občasne razstave v muzeju in tujini
- muzej gosti veliko z arheologijo povezanih predavanj

## Informacije za obiskovalce
Muzej je dostopen z atensko podzemno železnico. Najbližji postaji sta Viktoria in Omonia. Muzej ima trgovino z replikami artefaktov in kavarno v vrtu s skulpturami. Muzej je v celoti dostopen z invalidskim vozičkom. Imajo tudi pripomočke in vodnike za gluhe in naglušne obiskovalce.

## Galerija
- Kuros iz Anavizosa
- Freske s Santorinija
- Minotavrov doprsni kip
- Tako imenovana "mikenska gospa"
- Zlati riton iz Miken
- Srebrni riton z zlatim rogom
- Pogrebna maska
- Zlati eliptični pogrebni diadem iz groba III (krožno grobišče A, Mikene)
- Zgodnja grška abeceda na obodu atiške posode s črno poslikavo
- Krater (vaza) z bojevniki
- Fraziklejeva kora iz leta 550 pred n. št.
- Osnova pogrebnega kurosa iz Keramejka, okrašena z reliefi: vozovi, hopliti in hokejisti (510 do 500 pred našim štetjem)
- Družina na nagrobniku
- Obnovljena podoba Mirtisa
- Nagrobni naiskos iz Aristonavta
- Glava filozofa z brodoloma pri Antikteri
- Maratonski deček
- Diadumen, nosilec diadema
- Kip Pozejdona
- Goli otrok nosi diadem, naslonjen je na raco (3. stoletje pred našim štetjem)
- Ramnunt Temis (3. st. pr. n. št.)
- Kip gledališke maske iz helenističnega obdobja
- Afrodita iz Sirakuz (Afrodita Pudika)
- Atalant Hermes
- Boginja Higeja
- Artemida Diadumena (1. st. pr. n št.)
- Kip Tanatosa (1. st. pr. n. št.)
- Avgust
- Kip Asklepija. Rimska kopija (leto 160), iz 4. st. pr. n. št. grški izvirnik.
- Afrodita, Pan in Eros
- Ranjeni Gaul
- Doprsni kip Antinija (130 do 138 n. št.)
- Miza kot podstavek z Dionizovo skupino (170/180 n. št.), vidnih je nekaj ostankov barve
- Pogrebni kip ženske, ki nosi kiton in himation, majhna ženska iz Herkulaneuma. Rimska kopija iz 2. stoletja po izvirniku iz 300 pr. n. št.